# Ø̱
Cette page contient des caractères spéciaux ou non latins. S’ils s’affichent mal (▯, ?, etc.), consultez la page d’aide Unicode.
Ø̱ (minuscule : ø̱), appelé O barré obliquement macron souscrit, est une lettre utilisée dans l’écriture du chinantèque d’Ozumacín.
Elle est formée de la lettre O barré obliquement diacritée d’un macron souscrit.

## Représentations informatiques
Le O barré obliquement macron souscrit peut être représente avec les caractères Unicode suivants  (latin de base, diacritiques) :
| formes    | représentations | chaînes de caractères | points de code | descriptions                                                            |
| --------- | --------------- | --------------------- | -------------- | ----------------------------------------------------------------------- |
| capitale  | Ø̱               | Ø◌̱                    | U+00D8 U+0331  | lettre majuscule latine o barré obliquement diacritique macron souscrit |
| minuscule | ø̱               | ø◌̱                    | U+00F8 U+0331  | lettre minuscule latine o barré obliquement diacritique macron souscrit |